# Liste der Monuments historiques in Locmaria-Plouzané
Die Liste der Monuments historiques in Locmaria-Plouzané führt die Monuments historiques in der französischen Gemeinde Locmaria-Plouzané auf.

## Liste der Bauwerke
| Bezeichnung       | Beschreibung              | Standort | Kennzeichnung | Schutzstatus | Datum | Bild           |
| ----------------- | ------------------------- | -------- | ------------- | ------------ | ----- | -------------- |
| Manoir de Kerscao | Herrenhaus mit Taubenturm | (Lage)   | PA29000034    | Inscrit      | 1998  | weitere Bilder |

## Liste der Objekte
- Monuments historiques (Objekte) in Locmaria-Plouzané in der Base Palissy des französischen Kultusministeriums